# Gerichtsbezirk Bad Ischl
Der Gerichtsbezirk Bad Ischl ist ein dem Bezirksgericht Bad Ischl unterstehender Gerichtsbezirk im politischen Bezirk Gmunden (Bundesland Oberösterreich).

## Geschichte

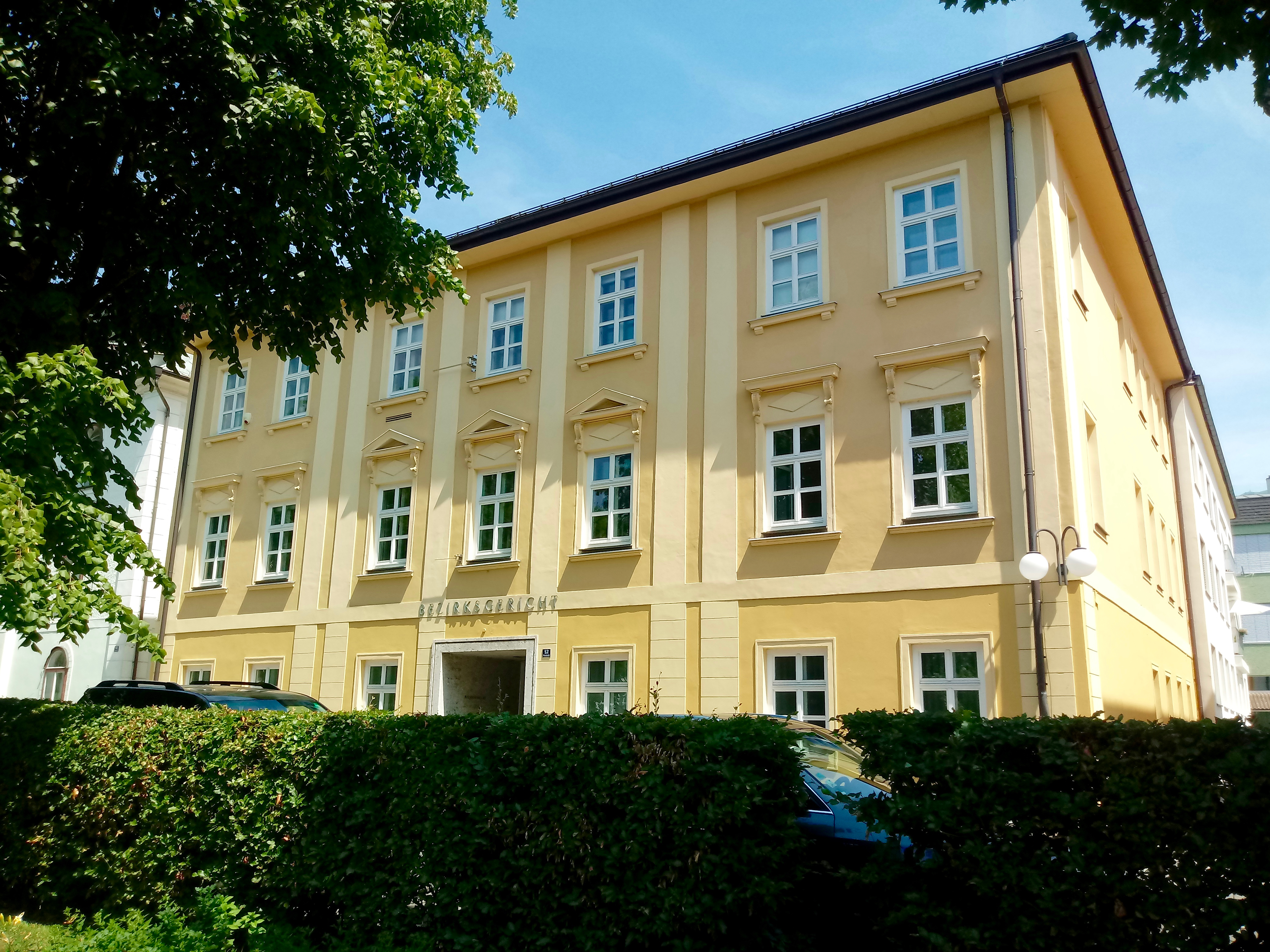
Gerichtsbezirk Bad Ischl

Der Gerichtsbezirk Ischl wurde gemeinsam mit 46 anderen Gerichtsbezirke in Oberösterreich durch einen Erlass des k. k. Oberlandesgerichtes Linz am 4. Juli 1850 geschaffen und umfasste ursprünglich die 23 Steuergemeinden Ahorn, Ebensee, Goisern, Gosau, Haiden, Hallstadt, Ischl, Jainzen, Kaltenbach, Langwies, Lasern, Lauffen, Lindau, Oberlangbach, Obersee, Obertraun, Pernek, Ramsau, Reiterndorf, Rettenbach, Untersee, Sankt Wolfgang und Wolfgangthal.
Der Gerichtsbezirk bildete im Zuge der Trennung der politischen von der judikativen Verwaltung
ab 1868 gemeinsam mit dem Gerichtsbezirk Gmunden den Bezirk Gmunden.
Durch Gemeindezusammenlegungen reduzierte sich die Anzahl der Gemeinden nach und nach auf sieben Gemeinden.
Nach dem Einmarsch der US-amerikanischen Truppen am 5. Mai 1945 ging die Gerichtsbarkeit auf ein in Gmunden installiertes Gericht der Militärregierung über. Mit Verfügung des Präsidiums des Oberlandesgerichtes Linz vom 7. Dezember 1945 erfolgte die offizielle Wiederaufnahme des Gerichtsbetriebes. Dem Bezirksgericht Bad Ischl wurden vorübergehend auch der Gerichtsbezirk Bad Aussee (bis 1. Juli 1948) und der Gerichtsbezirk Mondsee (bis 12. Juli 1947) zugewiesen, bis die dortigen Bezirksgerichte ihre Arbeit wieder aufnehmen konnten.
Der Festakt zur Wiedereröffnung fand in Bad Ischl am 26. Dezember 1945 unter Anwesenheit des Chefs des US-amerikanischen Justizwesens, der Präsidenten des Oberlandesgerichtes und etlicher Landes- und Kommunalpolitiker statt. Durch die Arbeitsgerichtsgesetznovelle 1950 wurde das Bezirksgericht Bad Ischl als Arbeitsgericht geschaffen. Der Sprengel des Arbeitsgerichts Bad Ischl umfasste die drei Bezirksgerichtssprengel Bad Ischl, Gmunden und Mondsee. Die Arbeitsgerichte (I. Instanz) führten ihre Verhandlungen als gemischtes Laiengericht, mit einem Bezirksrichter und zwei Laienrichter.
Mit 31. Dezember 1986 wurden die Arbeitsgerichte aufgelöst und durch die Sozialgerichtsbarkeit (an den Landesgerichten) abgelöst. Eine Außenstelle vom Arbeits- und Sozialgericht Wels blieb in Bad Ischl bis Ende 2012 erhalten.
Im Jahr 2012 kam es zur Diskussion über die Schaffung eines Bezirksgerichtes Salzkammergut. Skizziert wurde dabei ein Sprengel aus den Gemeinden des Inneren Salzkammergutes (Oberösterreich), des Ausseerlandes (Steiermark) und einiger Gemeinden am Wolfgangsee (Salzburg). Eine Umsetzung dieses sich über drei Bundesländer streckenden Gerichtssprengels wurde jedoch nicht weiter verfolgt.

## Gerichtssprengel
Der Gerichtssprengel umfasst mit den Gemeinden Bad Goisern am Hallstättersee, Bad Ischl, Ebensee, Gosau, Hallstatt, Obertraun und Sankt Wolfgang im Salzkammergut den südlichen Teil des politischen Bezirks Gmunden.